# Letteratura bulgara
La letteratura bulgara è la più antica tra le letterature slave. Giocò un ruolo decisivo per la nascita e la crescita delle altre letterature slave. Nella sua lunga storia, dalla metà del IX secolo fino ai giorni nostri, conobbe momenti di slancio, forza creativa e gloria e momenti tragici, che rallentarono il suo sviluppo per lunghi periodi.
Ancora nei primi secoli la letteratura bulgara conobbe due momenti di fioritura (nel periodo tra il X e l'XI secolo e nel XIV secolo) e per due volte dovette prendere atto delle conseguenze nefaste di un giogo straniero. Particolarmente pesante fu la caduta della Bulgaria sotto il giogo ottomano (alla fine del XIV secolo), quando vennero distrutti i focolari culturali, i monumenti e i libri, vennero perseguitati gli scrittori e molti di essi furono costretti a fuggire nei paesi slavi vicini.

## La letteratura bulgara antica (secoli IX-XVIII)

### La letteratura nel primo impero bulgaro (secoli IX-XI)
Il regno di Boris I fu il momento dell'ingresso della Bulgaria nell'area della cultura cristiana, a seguito del suo battesimo nell'865 d.C. Egli rafforzò l'uso della lingua slava nella liturgia, accogliendo gli allievi di Cirillo e Metodio. Suo figlio Simeone, oltre ad ampliare i confini dell'impero fino a Bisanzio, sostenne le opere letterarie bulgare, sia ecclesiastiche sia laiche, e fece della capitale dell'impero Preslav, un centro culturale, mentre ad Ocrida nasceva un'importante scuola letteraria. Dopo Simeone gli zar suoi successori non seppero mantenere stabile la vita politica del paese, lasciando decadere quindi anche quella culturale, e, nel 1018, dopo che l'impero bizantino conquistò una ormai indebolita Bulgaria, la letteratura slava venne anch'essa sopraffatta dalla civiltà greco-bizantina.

#### Clemente e Naum e la scuola di Ocrida
San Clemente di Ocrida (Свети Климент Охрдиски) fu uno degli allievi di Cirillo e Metodio che fuggirono dalla Grande Moravia e furono accolti da Boris I. Dopo essersi formato presso i due santi si rifugiò in Bulgaria e nell'863 fu inviato nelle terre macedoni, probabilmente il suo luogo natale, per continuare l'evangelizzazione e l'istruzione di questi popoli. Nell'893 lo zar Simeone I lo mise a capo della diocesi di Ocrida, investendolo automaticamente del titolo di "primo vescovo di lingua bulgara", fino alla morte nel 916.
Vi è attestazione solo delle sue opere posteriori al periodo moravo, e di alcune non esiste assoluta certezza della paternità. I sermoni della raccolta Poučenije (Поѹчєниѥ) sono sicuramente suoi e sono uno dei primi esempi di uno stile letterario prettamente slavo, con diversi linguaggi, di livello semplice per le prediche alle classi umili, mentre di stile alto e di retorica greca verso le classi colte. Pare che Clemente sia stato un riformatore dell'alfabeto utilizzato, creando l'alfabeto cirillico, a sostituzione dell'alfabeto glagolitico, creato da San Cirillo e fino ad allora utilizzato.
San Naum di Preslav (Свети Наум Преславски), detto anche San Naum di Ocrida, fu un altro allievo di Cirillo e Metodio, emigrato anch'esso dalla Grande Moravia verso la Bulgaria di Boris I e principalmente attivo nella scuola della capitale Preslav, nella Bulgaria orientale. Dall'893 in poi si spostò ad Ocrida dove collaborò con Clemente. Non sono rimasti suoi scritti.

### La letteratura nel secondo impero bulgaro (secoli XII-XIV)
L'opera di copisti e traduttori. Gli esicasti. Eutimio di Tărnovo e la riforma linguistica. Le sorti della scuola di Tărnovo.

### Cinque secoli di dominio ottomano
La caduta di Tărnovo nel 1393 e quella dell'ultima roccaforte Vidin, tre anni più tardi, segnarono la conclusione di una graduale conquista turca iniziatasi circa un trentennio prima con l'occupazione di Adrianopoli. L'annientamento del complesso sociale di nazionalità bulgara parve totale e quando, in età romantica, i patrioti di questa dimenticata nazione si proposero all'Europa, non mancarono le incredulità e i dubbi polemici sulla legittimità di una tradizione reputata ormai da secoli estinta. Una certa continuità continuò comunque ad esistere. La poesia e la prosa neobulgare sono state linguisticamente e spiritualmente generate dalla stessa antica matrice che creò fra i bulgari un'espressione artistica scritta, all'inizio del II millennio.
I turchi instaurarono nella penisola balcanica un regime di occupazione militare che si mantenne secolarmente senza trasformarsi in vera annessione, cioè senza produrre una assimilazione tra vinti e vincitori. Soprattutto in Bulgaria le preoccupazioni strategiche prevalevano su quelle economico-sociali, dato che si trattava di una zona avanzata dello schieramento ottomano di fronte all'Europa centrale. Le città e i villaggi situati su vie di comunicazione particolarmente importanti vennero occupati dai turchi, ma le campagne restarono in massima parte bulgare. Nei confronti di questi ultimi venne adottata, soprattutto nei primi due secoli di dominazione ottomana, una politica di tolleranza religiosa che coincise con un sostanziale rispetto delle consuetudini e delle tradizioni locali. L'islamizzazione fu imposta, più che dagli organi amministrativi, dalle oggettive condizioni economico-sociali di quei ceti che avevano privilegi da conservare o che dovevano inserire comunque la loro attività nella vita dello stato.
In tal modo i concetti di bulgaro e di contadino andarono sempre di più identificandosi. Fino a che l'impero ottomano fu forte e l'organizzazione interna non si guastò, i rapporti fra i dominatori e la massa cristiana (raya) vennero regolati da norme tributarie per cui il versamento di contributi in natura o in denaro assicurava una relativa tranquillità. In queste condizioni la nazione bulgara poté conservarsi. Ben poco però aggiunse alla propria perpetuazione fisica. La vita spirituale si ridusse a un livello primitivo, l'arte di scrivere e leggere nella lingua nativa fu quasi ovunque dimenticata, la religione cristiana perse il significato essenzialmente nazionale conferitole secoli prima dalla Chiesa cirillo-metodiana. Soprattutto in quest'ultimo campo si crearono grandi ostacoli al perdurare di una continuità nazionale bulgara. Se tutto il potere politico era ottomano, quello religioso toccava ai greci.
La Chiesa greca si era assicurata il monopolio dell'amministrazione cristiana nelle terre soggette alla Sublime Porta fin dal tempo della conquista di Costantinopoli da parte da Maometto II. La tendenza turca a considerare greco tutto il territorio europeo, dal Bosforo sino alla Serbia, facilitò questa azione. Anche amministrativamente, l'Impero turco era diviso in Anatolia, ovvero territorio metropolitano, e in Rumelia (in turco: Rumeli), cioè terra dei rumi (greci). In Rumelia il clero greco aveva potestà di assicurare i servizi liturgici e d'amministrazione religiosa fra i cristiani sovrapponendosi ad altre precedenti amministrazioni ecclesiastiche le quali, come quella bulgara, non avevano avuto alcun riconoscimento ufficiale dai turchi. I contadini bulgari si strinsero naturalmente ai loro sacerdoti e ai loro monasteri, ma le superiori autorità della Chiesa greca a poco a poco sostituirono il clero bulgaro con sacerdoti di lingua greca. Il pericolo maggiore per la cultura e la coscienza nazionale dei bulgari venne perciò più da parte ellenica che non da parte turca.
L'opposizione religiosa dei cristiani ai musulmani creava alla Sublime Porta problemi politici connessi con l'azione di propaganda della cristianità europea fra i correligionari soggetti al sultano. Nel XV secolo i cristiani della Bulgaria attesero la liberazione dagli eserciti Ladislao III, sconfitto invece a Varna nel 1444. Oltre un secolo più tardi una vasta congiura ispirata dall'occidente cattolico e soprattutto dall'Austria e da Zsigmond Báthory di Transilvania, sfociò in una insurrezione a Tărnovo. Ne furono animatori, insieme con elementi locali, alcuni mercanti di Ragusa, sulla costa dalmata). Nella vecchia capitale del secondo impero venne proclamato zar col nome di Šišman III un preteso discendente dell'ultima dinastia. La repressione turca poté soffocare in poco tempo il movimento che rivelò ad ogni modo il perdurare di un'idea statale bulgara legata alla corona degli Assenidi e dei Šišmanidi.
Ancora più attiva fu la politica cattolica nel Seicento, secolo nella Controriforma e della lotta antiottomana conclusa da Giovanni III di Polonia sotto le mura di Vienna. Tra i cristiani bulgari l'autorità della Chiesa di Roma come possibile ispiratrice di un moto antiturco si consolidò grazie all'attività di prelati cattolici bulgari educati in Italia, tra cui Petăr Parčevič (1612-1674), arcivescovo di Marcianopoli.
Questo ripetersi di congiure o tentativi insurrezionali in collisione con le potenze cristiane, indusse i turchi ad aggravare il regime poliziesco. In generale, le condizioni di vita nell'impero ottomano peggiorarono anche per il sensibile declino della potenza militare e dell'organizzazione interna dello Stato.
Mentre in occidente si sviluppavano nuove energie economiche e si ampliavano gli scambi, in Turchia i ceti dominanti restavano ancorati ad un sistema agrario che sempre più accentuava l'oppressione dei contadini. Il malcontento si estese di zona in zona, e di generazione in generazione, esplodendo sia in proteste a carattere religioso o politico sia in rivolte militari. La legge coranica si dimostrò sempre più conservativa e anacronistica. I poteri locali si svincolarono gradualmente da quello centrale della Sublime Porta. La corruzione nel commercio e soprattutto nell'attribuzione delle cariche laiche ed ecclesiastiche divenne un fenomeno cronico di pressoché totale diffusione. Solo una concreta forza poteva opporsi ai soprusi che nessun giudice era in grado di prevenire o punire:questa forza si espresse in varie forme di banditismo. Vi furono banditi al servizio di determinati capi turchi e altri che proteggevano invece la popolazione cristiana, disertori e predoni stagionali (cioè che tornavano alle loro case, protetti da un'assoluta omertà, nei mesi invernali).
I bulgari erano in maggioranza contadini, ma non di rado si tramutavano in fuorilegge. Il loro rivoluzionarismo nacque dalla generale crisi dello stato turco. Il mito del "hajdutin" (хайдутин), ossia del bandito buono assunse gradualmente un significato politico fino a che le compagnie di questi indomiti fuorilegge dei monti Balcani divennero una specie di esercito partigiano per la riscossa nazionale. Ma perché tutto ciò assumesse un carattere dinamico e innovatore dovettero trascorrere molti e molti anni.
Nel XVIII secolo le ribellioni, le proteste dei cristiani di Turchia si intensificarono anche sotto lo stimolo, più o meno diretto, delle novità politiche che maturavano in occidente. In epoca illuministica, l'Europa conobbe un originale travaglio anche fra le dimenticate popolazioni balcaniche. Furono gli albori di un risorgimento destinato a realizzarsi cento anni più tardi.
I bulgari non vi parteciparono subito in maniera chiara. Anche in questo settore ideologico e spirituale tra essi e il resto della cristianità si frappose la cultura greca. Nel Settecento, la riscossa greca coinvolse infatti la maggior parte di quei bulgari che, per posizione sociale potevano partecipare in qualche modo alla vita pubblica. Si aprirono scuole greche e ad esse affluirono figli di commercianti o artigiani bulgari. Fino al primo XIX secolo, l'evasione culturale delle campagne bulgare vebbe intesa come un inserimento nella vita greca. Una scuola di lingua bulgara non era allora concepita poiché il concetto stesso di bulgaro era in contrasto con quello di persona istruita. Per un popolo che ignorava persino la possibilità di fissare per iscritto i suoni della propria lingua (si arrivò a scrivere qualche testo bulgaro con caratteri greci, dimenticando tutto un passato), che non di rado doveva ricorrere all'interprete per intendersi col confessore e che conservava una tradizione nazionale soltanto se confinata in sperduti villaggi, questa attrazione verso la risorgente cultura greca ebbe naturalmente effetti spesso positivi. Per il tramite greco, i bulgari stabilirono contatti con il mondo europeo in cui si elaborava il grande rivolgimento del 1789. Gli stessi primi banditori di un risorgimento nazionale esclusivamente bulgaro si formarono alla scuola greca.
L'età risorgimentale coincise con l'ultimo secolo di dominazione turca in Bulgaria. La riscossa nazionale fu animata, tra il XVIII ed il XIX secolo, da esponenti di una rudimentale borghesia. Le corporazioni artigiane, dette in bulgaro "esnafi" (еснафи), i commercianti che più erano in contatto con l'estero (in gran parte attraverso Ragusa e altri porti dalmati) i primi intellettuali delle città e delle campagne conquistarono poco per volta posizioni sociali sufficienti a liberarli da quella specie di complesso di inferiorità che gravava sui bulgari. Intere categorie di persone di lingua bulgara si contrapposero sia ai greci che ai turchi, creando più o meno coscientemente un vero e proprio movimento nazionale. Da loro nacquero i partiti bulgari di tipo occidentale e anche la nuova letteratura del Risorgimento.
All'antagonismo bulgaro-turco, derivato dalla discriminazione religiosa tra musulmani e "infedeli", si aggiunse la rivalità bulgaro-greca, acuitasi in età risorgimentale e legata alla questione della chiesa. Il patriarcato greco di Costantinopoli si era assicurato, sotto il dominio ottomano, non solo la gestione spirituale della Rumelia, ma anche un potere economico basato sulla gerarchia religiosa. Vescovi, metropoliti, patriarchi riscuotevano tributi non meno gravosi di quelli percepiti dai visir e dai pascià. La sede del patriarcato era situata nel quartiere costantinopolitano che i turchi chiamavano "Fener" ed i greci "Fanari". Qui abitavano molti greci ed in genere cristiani balcanici che collaboravano con la Sublime Porta ottenendone cariche e favori. Lottando contro i fanarioti, i bulgari dell'età risorgimentale intendevano perciò scuotere sia la dominazione ecclesiastica greca sia quella turca.

## La letteratura del risorgimento

### I "risvegliatori".

#### Padre Paisij di Hilendar e la "Storia slavobulgara"
L'identificazione del primo risvegliatore nel monaco Paisij di Hilendar (1722-1798) è divenuta un postulato della contemporanea storiografia letteraria bulgara ed in genere è con il suo nome che viene dato inizio alla storia della letteratura bulgara moderna.
Paisij nacque nell'eparcato di Samokov, probabilmente a Bansko. Sembra che abbia compiuto gli studi a Rila. Nel 1745, ventitreenne, entrò nel monastero di Hilandar sul monte Athos, dove suo fratello Lavrentij era già igumeno e dove convivevano religiosi bulgari e serbi, sempre in contatto con i vicini monasteri greci. In seguito egli dovette affermarsi tra i più attivi monaci e occupare pure cariche religiose. Più d'una volta gli vennero affidate missioni presso monasteri confratelli in Bulgaria ed in altri paesi limitrofi. Questi suoi frequenti contatti con persone ed ambienti diversi influirono certamente sulla sua evoluzione culturale e psichica. Egli stesso accennò a polemiche con altri monaci, suscitate dalle rivalità nazionali. Il desiderio di dimostrare che i bulgari non erano meno ricchi di storia dei greci o dei russi o dei serbi lo indusse a compilare una sua sintesi, basata su documenti di varia natura ed origine e infine raccolta sotto il titolo "Istorija slavjano-bolgarskaja o narode i o carě i o svjatyhъ bolgarskihъ i o vьseh dějanie i bitie bolgarskaja" (in bulgaro antico: Історіа Славѣноболгарская ѡ народѣ и ѡ царѣ и ѡ свѣтихъ и ѡ въсѣхъ дѣаніє и битіє болгарская; in bulgaro moderno: История Славяноболгарская за народа и за българските царе и светци, и за всички български деяния и минало - Storia slavobulgara della nazione e dei re e dei santi bulgari e di tutti gli avvenimenti e fatti bulgari), più nota semplicemente come Istorija slavjanobolgarskaja (Storia slavobulgara). Probabilmente si accinse alla raccolta del materiale nel 1760 e terminò l'opera due anni più tardi nel monastero di Zograf. Nel frattempo compì un viaggio nella Serbia austriaca, a Sremski Karlovci, dove trovò altro prezioso materiale. Sugli ultimi anni della vita di Paisij si hanno poche notizie, si sa solamente che si impegnò nella diffusione della propria opera fra i compatrioti, facendone egli stesso varie copie.
La storia slavobulgara è il primo testo importante della nuova letteratura e per questo ha suscitato l'interesse di molti storici e filologi. Si tratta di una compilazione che tradisce le origini culturalmente modeste dell'autore ma che vive tutta in un genuino sentimento d'amor patrio espresso in uno stile non elaborato eppure di commovente efficacia.
Fonti principali di Paisij furono:
- varie genealogie greche e slavo-meridionali, a quel tempo spesso trascritte e diffuse fra i monaci.
- Il noto libro del raguseo Mauro Orbini, pubblicato in italiano a Pesaro nel 1601 sotto il titolo "Il regno degli slavi hoggi corottamente detti schiavoni..." e tradotto in russo cento anni dopo per ordine di Pietro il Grande.
- La Stematografia (raccolta di dati sui popoli slavi e sui loro stemmi, Vienna 1741) di Hristifor Zefarović.
- Gli Annales ecclesiastici (1588-1607) di Cesare Baronio, diffusi tra le popolazioni slave da un compendio polacco (poi tradotto in russo) del gesuita Piotr Skarga e, come è stato recentemente provato, la Prefazione agli Annali del Baronio, dello stesso Skarga.

La parte esclusivamente espositiva della storia slavobulgara riveste oggi un interesse molto limitato. Sono invece ancora largamente note ai bulgari quelle pagine di Paisij in cui prevalgono l'ardore polemico e la passione pubblicistica. La esortazione ad approfondire le conoscenze sul passato della propria nazione potrebbe esser dettata, invece che da contingenti rivalità locali, da un'ispirazione non indegna dei romantici occidentali:
L'esaltazione delle glorie bulgare non si disperde in pura retorica, ma conserva sempre quella particolare umanità e vivacità che le derivano dalla tendenza a discutere con i vari denigratori e a stabilire confronti di sapore companilistico:
La lingua di Paisij non è ancora bulgaro moderno basato su di una morfologia popolare ormai estranea alle forme declinate e alla vecchia struttura slavo-ecclesiastica, ma già si avvicina all'intonazione della viva parlata del tempo. Benché gran parte della storia slavobulgara sia tradotta o compilata dal russo e risenta perciò del testo originale non di rado vi affiorano espressioni caratteristiche del linguaggio bulgaro, della sua immediata concretezza e talvolta anche della sua bonaria rozzezza. Per alcuni passi si può parlare di ricerca stilistica, ossia di una maniera particolare di costruire la frase e di elencare i concetti, che ci illumina sulle embrionali tendenze letterarie della lingua bulgara nel XVIII secolo. In questo senso la storia slavobulgara può essere considerata un monumento letterario e non soltanto un documento storico.

## La letteratura della Bulgaria indipendente (dal 1878 ad oggi)

### Il XX secolo
All'inizio del XX secolo apparvero nuove correnti letterarie d'avanguardia, che si opponevano al secolo precedente, cercando una nuova estetica. Nella letteratura bulgara avvenne un distacco forte dalla tradizione di Ivan Vazov e di Canko Cerkovski, ma si mantennero le distanze anche da Penčo Slavejkov. Si imitavano soprattutto le correnti straniere, il simbolismo, il futurismo ed il socialismo letterario.
In genere ogni autore si formava prendendo spunto nel corso del tempo dalle varie correnti internazionali. Ad ogni modo una caratteristica comune di tutti gli autori bulgari del periodi fu la rottura con gli schermi ideologici precostruiti e la coscienza di una frammentazione dello spirito.
Da ricordare anche la figura di Elias Canetti, scrittore di lingua tedesca, Premio Nobel per la letteratura, nel 1981.

#### Kiril Hristov
Kiril Hristov (Кирил Христов, 1875-1944), si propose subito in contrasto con gli ideali della pubblica opinione, esprimendo un distacco dalle norme dell'utilitarismo tradizionale e la sfiducia nei principi in precedenza consacrati. Nei suoi versi si potevano trovare echi di Nietzsche e del suo individualismo, ma senza celebrarne un lato "eroico" come Penčo Slavejkov, che si concretizzava nel pensiero e nella poesia. Sulle prime il poeta si lasciò trasportare dall'antidottrinalismo ad esaltare eccessivamente l'attimo fuggente. La poesia "Donne e vino, vino e donne!" (Жени и вино, вино и жени!) si espresse contro la saggezza tipica di Vazov e venne definita anacreontica. L'anacreontismo fu il punto di partenza delle successive conquiste di Hristov, che continuarono prendendo spunto nel corso del tempo dalle novità estetiche internazionali; si fece molto influenzare dall'ambiente di Napoli e dalla cultura tedesca.
La poesia di Hristov si basava sull'individualismo, ma non mancarono versi patriottici, con una considerazione della guerra come un gioco, come espresse nel suo dramma teatrale "Bojan il mago" (Боян магесникът), dove si trovava un'esaltazione della guerra, in grado di infiammare l'animo del popolo. Il tema dell'amore ricorreva frequentemente, ma volutamente velato da antispiritualismo e materialismo

#### Pejo Javorov
Nei decenni di evoluzione dopo Petko Slavejkov e i "Giovani" la poesia bulgara aveva realizzato le condizioni per esprimersi internazionalmente, cosa che fece con Pejo Javorov (Пейо Яворов, 1877-1914), autore di melodie stilisticamente e spiritualmente perfette. Di famiglia modesta, dopo essere emerso e venuto all'attenzione di Krăstev e di Slavejkov, ebbe una vita tormentata, costellata di dolori che si impressero nella sua poetica. Fervido sostenitore dell'indipendenza dei "fratelli" macedoni, perse la donna che amava nel 1910. Di lì in breve, prima di partire per la guerra balcanica si sposò con una sua ammiratrice, la cui gelosia rese talmente difficile la vita coniugale, che portò dapprima la donna al suicidio, seguita dal poeta stesso, che rimase prima cieco, e poi morì.
In primis Javorov si fece influenzare dal socialismo e dall'irredentismo macedone, ma poi si fece coinvolgere dagli stimoli individuali e dalla ricerca di linguaggio melodico, aprendo la via al simbolismo bulgaro, ma nel contempo accostandosi anche ad altre correnti come dimostra l'uso delle onomatopee. In "Calliope" (Калиопа) il poeta costruì su di uno stato d'animo i pensieri di un fabbro, che si mescolavano con il rumore della battitura del ferro. In "Sul campo" (На нивата) raffigurò una realtà esterna, la vita dei contadini, elaborandola introspettivamente, facendola diventare un ambiente psichico e annullando con l'armonia il crudo linguaggio dei contadini. Fece riemergere la spiritualità bulgara in "Armeni" (Арменци), dove alcuni esuli di questo popolo oppresso cantavano disgrazie già note ai bulgari. Anche il buio ed il cammino verso la morte erano temi della lirica javoroviana. Anche se ricche di sfumature musicali, le immagini conservavano la loro concretezza.
Javorov si mantenne comunque profondamente bulgaro, facendolo divenire però un fatto psichico, che interpretava l'ambiente che lo circondava, attraverso gli occhi di "bulgaro", vedendo sempre un'ombra, in tutta la luce del proprio paese. Non riuscì invece ad avere una piena realizzazione nella drammaturgia, dove usava la morte, tema universale nella poesia, come espediente troppo facile come unica fuga di fronte alle situazioni.

#### Dimčo Debeljanov
Fra gli ispiratori della poesia bulgara dopo la prima guerra mondiale vi era Dimčo Debeljanov (Димчо Дебелянов, 1887-1916). Fu un simbolista, con non poche derivazioni da Javorov. I suoi versi esprimono desolazione ed evasione dalla ragione. Il poeta è talento stroncato, sfiduciato e confinato nella miseria cittadina, fino a sacrificarsi per egoismi e miti più forti di lui. La guerra rappresentò la sua ultima speranza, anche se moralmente se ne sentiva estraneo, ma ne trovò solo la propria morte.

#### Periodo interbellico
Nel periodo tra le due guerre mondiali si cercò invano di sintetizzare le conquiste fatte da Javorov, ma solo con la prosa di Elin Pelin si ottennero grandi risultati. Gli altri generi ottennero miglioramenti ma non ci furono personalità di spicco, mentre nella poesia prendeva sempre più piede il modernismo. Si affinava invece la critica letteraria, soprattutto dopo l'uscita della "Storia della nuova letteratura bulgara" (История на новата българска литература) di Bojan Penev (Боян Пенев) che abbandonò il positivismo critico per le interpretazioni neospiritualistiche. Si intensificarono comunque i contatti con le letterature straniere e fecero il loro ingresso temi slegati dalla realtà locale. Alcuni esponenti del periodo furono:
- Teodor Trajanov (Теодор Траянов, 1882-1945): considerato il miglior rappresentante del simbolismo bulgaro del periodo. Le sue prime raccolte indicavano già una propensione verso l'ermetismo, mentre le sue opere posteriori si dimostrarono meno modernistiche, più in linea con la tradizione epico-lirica nazionale.
- Nikolaj Liliev (Николай Лилиев, 1885-1960): si oppose alle tendenze più innovative, ma seppe sfruttare appieno i temi della lingua bulgara, con eccellenti effetti sonori.
- Elisaveta Bagrjana (Елисавета Багряна, 1893-1991): sintetizzò al meglio modernismo e tradizione.
- Ljudmil Stojanov (Людмил Стоянов, 1886-1973): fu uno dei primi ad iniziare la sua attività come simbolista ed a passare in seguito a posizioni socialiste seguendo l'evoluzione del paese.

#### La sinistra letteraria
Già dalla fine del XIX secolo fece la propria comparsa sullo scenario bulgaro il socialismo scientifico, introdotto da Dimităr Blagoev (Димитър Благоев, 1856-1924), che divulgò le idee marxiste. Il gruppo di Blagoev, attraverso la rivista Novo Vreme introdusse il socialismo nella letteratura, contrapponendo all'individualismo "aristocratico" di Penčo Slavejkov, una letteratura d'impegno sociale a fini rivoluzionari. Da Novo Vreme non si sviluppò una nuova corrente letteraria autonoma, ma le teorie marxiste influenzarono alcuni poeti a passare a posizioni d'avanguardia.

##### Geo Milev
Geo Milev (Гео Милев, 1895-1925) fu il primo a dare al socialismo bulgaro un concreto significato artistico. Partito dal simbolismo e influenzato dall'espressionismo tedesco, si fece guidare dalle nuove correnti poetiche russe verso il marxismo, attraverso il futurismo di Vladimir Majakovskij. Fu col poema "Settembre" (Септември), di stile majakovskiano, con versi brevi e martellanti, i quali esprimevano l'avanzare della massa proletaria e la lotta per immagini, che si esprimeva tutta l'originalità di Milev. Lo stile majakovskiano rimaneva però stemperato dalla continua ricerca di un'armonia di fondo.

##### Hristo Smirnenski
Hristo Smirnenski (Христо Смирненски, 1898-1923) espresse entusiasmo per la sinistra proletaria, ma fu segnato più dalla malattia che dalla lotta politica. Se stilisticamente non si differenziò da Milev, in lui la causa rivoluzionaria aveva un valore simbolico di uscita dalle tenebre e dalla sofferenza. La tubercolosi, male di cui era afflitto, era una pena collettiva. Fu nella prosa che dimostrò il suo carattere di persona rassegnata.

##### Nikola Vapcarov
Nikola Jonkov-Vapcarov (Никола Йонков-Вапцаров, 1909-1942) fu membro del partito comunista clandestino e per questo fucilato. Lo stile della sua poesia, come Milev, si avvicinava al modello di Majakovskij, ma spaziava su una più concreta gamma sociale, i temi della nuova estetica socialista, lasciandosi trasportare da un entusiasmo di partito che lo portò a produrre frasi quasi romantiche. Le sue poesie erano un inno alla nuova civiltà della tecnica e del progresso, come indicava il titolo della sua raccolta, "Canti del motore" (Моторни песни). Tutta l'opera del poeta era permeata di una fede/fiducia in un mondo migliore nel futuro.

## La letteratura attuale
Durante il XXI secolo si affermano, inoltre, diversi autori bulgari come Kalin Terziyski, primo scrittore bulgaro a vincere il Premio letterario dell'Unione europea, nel 2011, con la raccolta di racconti  Има ли кой да ви обича e, tra gli altri, Georgi Gospodinov.

## Autori bulgari tradotti in italiano

### Narrativa e poesia[3][4]
- AA.VV., Antologia del racconto bulgaro. Ass. Bulgaria-Italia, 2016
- AA.VV., Racconti bulgari. A cura di L. Borriero. Lo Faro, 1982
- AA.VV., Cose Bulgare. Tredici scrittori raccontano la «Bulgaria». lineabn, 2011
- AA.VV., Narratori bulgari. A cura di L. Salvini. Istituto per le Relazioni culturali con l‘estero, 1939
- AA.VV., Novelle bulgare. A cura di E. Damiani. Edi-San, 1946
- AA.VV., Antologia della poesia bulgara. Ass. Bulgaria-Italia, 2016
- AA.VV., Antologia della poesia bulgara contemporanea. A cura di E. Damiani. Pironti, 1950
- AA. VV., Poeti bulgari. A cura di E. Damiani. [Rivista di cultura 6 (1925): 3-4
- AA.VV., 21 poeti bulgari fucilati. A cura di M. De Micheli. Edizioni Avanti!, 1960
- AA. VV., Antologia della lirica bulgara. Volume I. Edizioni di Cultura A.I.B.,1960
- AA. VV., Antologia della lirica bulgara. Volume II. Edizioni di Cultura A.I.B.,1960.
- Aleko Konstantinov, Baj Ganjo. Racconti inverosimili di un bulgaro contemporaneo. Bulzoni, 1978
- Aleksandаr Hagihristov, La nuora. A cura di L. Salvini. Edizioni di Cultura A.I.B., 1957
- Angel Wagenstein, Shanghai addio. Baldini Castoldi Dalai, 2008
- Angel Wagenstein, I Cinque libri di Isacco Blumenfeld. Baldini Castoldi Dalai, 2009
- Angel Wagenstein, Abbiamo l'ubriacone. Baldini Castoldi Dalai, 2011
- Anna M. Petrova-Ghiuselev, Fiori e spine di via Egnatia. Tracce, 2011
- Alek Popov, Missione Londra. Voland, 2008
- Alek Popov, Mitologia del tempo che cambia. Duepunti, 2010
- Alek Popov, I cani volano basso. Keller Editore, 2013
- Anton Doncev, Manol e i suoi cento fratelli. Longanesi, 1973
- Anton Doncev, Lo strano cavaliere del libro sacro. Besa, 2001
- Atanas Dalcěv, Poesie e pensieri. Bulzoni, 1980
- Bojidar Bijilov, Lapazio. Bulzoni, 1980
- Damian Damianov, Prima che venga l'autunno. Liriche. Bulzoni, 1985
- Dimčo Debeljanov, La leggenda della principessa traviata e altre poesie. Bulzoni, 1983
- Elin Pelin, Io... Tu... Lui... Sandron, 1945
- Elin Pelin, Sotto la pergola del monastero. Editoriale Sette, 1985
- Elin Pelin, Racconti. Bulzoni, 1985
- Elisaveta Bargriana, Poesie. Quaderni dell’Associazione Internazionale di Poesia, 1966
- Emilijan Stanev, Lazzaro e Gesù e altre storie. Voland, 1987
- Emilijan Stanev, Il ladro di pesche. Voland, 1995
- Fanny Popova-Mutafova, La moglie del mio amico e altri racconti. G. Carabba, 1934
- Georgi Danailov, La casa alla fine del mondo. Beit, 2011
- Georgi Gospodinov, Romanzo naturale. Voland, 2007
- Georgi Gospodinov, ...e altre storie. Voland, 2008
- Georgi Gospodinov, Fisica della melancolia. Voland, 2013
- Georgi Gospodinov, E tutto divenne luna. Voland, 2018
- Georgi Gospodinov, Tutti i nostri corpi. Storie superbrevi. Voland, 2020
- Georgi Gospodinov, Cronorifugio. Voland, 2021
- Georgi Gospodinov, Lettere a Gaustìn e altre poesie. Voland, 2022
- Georgi Karaslavov, La nuora di Jurtalan. Nuova versione sulla terza edizione bulgara a cura di L. Salvini. Edizioni di Cultura A.I.B., Roma 1959
- Guergana Radeva, Rosa canina. Essenze e spine dell'eros. Progetto Cultura, 2014
- Hristo Botev, Tutte le poesie. A cura di M. De Micheli. Schwarz, 1958
- Hristo Botev, Liriche e brani scelti. Edizioni di Cultura A.I.B., [s.a.].
- Hristo Smirnenski, Si faccia giorno. Bulzoni, 1980
- Ilija Trojanow, Il collezionista di mondi. Ponte alle Grazie, 2007
- Ilija Trojanow, Dopo la fuga. EDT, 2018
- Ivan Vazov, Cuore bulgaro. Novelle scelte. Anonima Romana Editoriale 1925
- Ivan Vazov, Sotto il giogo. Editori Riuniti, 1960
- Jordan Jovkov, Scibil. Antologia. A cura di L. Salvini. Istituto Superiore Orientale, 1937
- Jovkov Jordan, Il podere alla frontiera. Edizioni di Cultura A.I.B., 1957.
- Jordan Radichkov, I racconti di Čerkazki. Marietti, 1983
- Jordan Radichkov, L’uovo di gennaio. A cura di D. Manera. Marietti, 1990
- Jordan Radichkov, Il verbljud e altre cronache di Cerkazki. Argo, 1994
- Jordan Radichkov, Gente, gazze, cavalli. Voland, 1999
- Jordan Radichkov, Noi passerotti. Voland, 2000
- Jordan Radichkov, Bisce. Voland, 2000
- Jordan Radichkov, L'anatra da richiamo. Voland, 2002
- Kalina Muhova, Il balcone. Tunué, 2019
- Kapka Kassabova, Confine. Viaggio al termine dell'Europa. EDT, 2019
- Kapka Kassabova, Il lago. Ritorno nei Balcani in pace e in guerra. Crocetti, 2022
- Konstantin Pavlov, Cavalli indomati. Ediz. bilingue, Valigie Rosse, 2022
- Ljubomir Levcev, Sentiero di stelle. Poema dai molti richiami. Bulzoni, 1976
- Ljubomir Levcev, Saluto al fuoco. Bulzoni, 1979
- Ljubomir Levcev, I passi dell'ombra. Bompiani, 2021
- Ludmil Stoianov, Colera. Edizioni Paoline, 1962.
- Ludmil Stoianov - Mehmed Sinap. Edizioni Paoline, 1966.
- Miroslav Penkov, A est dell'Occidente. Neri Pozza, 2012
- Nikola Vapzarov, Poesie e materiali. A cura di L. Mancino. Quattrocittà, 1981
- Nikolaj Kancěv, Quanto un granello di senape, Ed. Sette, 1986
- Nikolai Petev, Il faro, il suo guardiano e il vento. Spirali, 2009
- Nikolaj Rajnov, Il diavolo creatore. A cura di D. Di Sora. Biblioteca del Vascello, 1991
- Pencho Slavejkov, Poesie. New Press, 1990
- Pejo Javorov, Dietro l'ombra delle nuvole. Liriche, Fotocomposizione De Petrillo, 1980
- Roumen Ivantchev, Alberino. Gruppo Albatros Il Filo, 2019
- Stanislav Stratiev, Beeeeeeehhhh!! Commedia. Bulzoni, 1981
- Stefan Kostov, L’onorevole Golemanov. Versione dall’originale. Libero adattamento e prefazione a cura di L. Salvini. Maia, 1957
- Victor Baruch, La Poetessa diffamata. Besa, 2008
- Vili Dimitrova, Voglio sussurrarti all'orecchio. Corponove, 2000
- Vili Dimitrova, La famiglia allegra. Corponove, 2004
- Vladimir Levchev, Amore in piazza. Terra d'Ulivi, 2016
- Zdravka Evtimova, Sinfonia. Controluce (Nardò), 2015
- Zdravka Evtimova, Lo stesso fiume. Controluce (Nardò), 2017
- Zdravka Evtimova, La donna che mangiava poesie. Besa, 2019
- Zdravka Evtimova, La città della gioia e della pace. Besa muci, 2021

### Saggi
- AA. VV. Saggi di letteratura bulgara antica. Inquadramento storico e versioni. A cura di A. Cronia. Istituto per l’Europa Orientale, 1936.
- Alexi Bekiarov, Sulle tracce di Pencio Slavejkov in Italia. New Press, 1984
- Assen Marchevski, Misteri italo-bulgari. Stango, 2002
- Daria Karapetkova, La letteratura italiana in Bulgaria. Traduzioni, mode, censura. Carocci, 2016
- Ilija Trojanov, L'uomo superfluo. Saggio sulla dignità dell'uomo nell'età del capitalismo avanzato. Nutrimenti, 2014
- Ivanicka Georgeva, Mitologia popolare bulgara. Bulzoni, 1990
- Ivan Kulevkov, Senza titolo. A cura di D. Di Sora. Biblioteca del Vascello, 1994
- Ivan Kulekov, Questa non è ironia. A cura di D. Di Sora. Biblioteca del Vascello, 1994
- Ivan Kulekov, Senza tempo, senza ordine, senza indirizzo. Voland, 2002
- Julia Kristeva, Poteri dell'orrore. Saggio sull'abiezione. Spirali/Vel, 1981.
- Julia Kristeva, Stranieri a noi stessi. Donzelli Editore, 2014
- Julia Kristeva e Philippe Sollers, Del matrimonio: considerato come arte. Donzelli Editore, 2015
- Julia Kristeva, La vita, altrove: Autobiografia come un viaggio. Donzelli Editore, 2017
- Julia Kristeva, Melanie Klein: Il genio femminile. La follia. Donzelli Editore, 2018
- Julia Kristeva, Simone de Beauvoir: La rivoluzione del femminile. Donzelli Editore, 2018
- Julia Kristeva, Colette: Il genio femminile. Le parole. O barra O, 2015; Donzelli Editore, 2018
- Julia Kristeva, Hannah Arendt: Il genio femminile. Le parole. Donzelli Editore, 2018
- Julia Kristeva, C'è dell'altro. Vita e pensiero, 2019
- Julia Kristeva, Dostoevskij: Lo scrittore della mia vita. Donzelli Editore, 2020
- Julia Kristeva, Il demone di Dostoevskij: Il sesso, la morte, il linguaggio. Donzelli Editore, 2022
- Kristina I. Petrova. La Bulgaria e l'Islam. Il pluralismo imperfetto dell'ordinamento bulgaro. 'Bononia University Press, 2015
- Pantalej Zarev, Panorama della letteratura bulgara. Bulzoni, 1983
- Tzvetan Todorov, La vita comune. Pratiche, 1995
- Tzvetan Todorov, L'uomo spaesato. I percorsi dell'appartenenza. Donzelli Editore, 1997
- Tzvetan Todorov, Fragile felicità. SE, 2002
- Tzvetan Todorov, Noi e l'altro. Interviste. Datanews, 2007
- Tzvetan Todorov, La paura dei Barbari. Oltre lo scontro delle civiltà. Garzanti, 2010
- Tzvetan Todorov, La bellezza salverà il mondo. Garzanti, 2010
- Tzvetan Todorov, Gli altri vivono in noi, e noi viviamo in loro: Saggi 1983 - 2008. Garzanti, 2011
- Tzvetan Todorov, Di fronte all'estremo. Garzanti, 2011
- Tzvetan Todorov, I nemici intimi della democrazia. Garzanti, 2012
- Tzvetan Todorov, Goya. Garzanti, 2013
- Tzvetan Todorov, La conquista dell'America. Il problema dell'«altro». Einaudi, 2014
- Tzvetan Todorov, Lo spirito dell'illuminismo. Garzanti, 2015
- Tzvetan Todorov, La letteratura in pericolo. Garzanti, 2015
- Tzvetan Todorov, Memoria del Male, tentazione del Bene. Garzanti, 2015
- Tzvetan Todorov, L'identità europea. Garzanti, 2019
- Tzvetan Todorov, I libri e la vita. Garzanti, 2019